# 29750 Шлеборад
29750 Шлеборад (29750 Chleborad) — астероїд головного поясу, відкритий 8 лютого 1999 року.
Тіссеранів параметр щодо Юпітера — 3,495.